# Жистібор
Жистібор або Честибор (*д/н —859) — князь лужичан (сорбів) у 840—859 роках.

## Життєпис
Про Жистібора відомо замало. Після загибелі Цзимислава в боротьбі зі Східно-Франкським королівством 840 року, очолив лужицьких сорбів. У 851 році очолив повстання проти франків, але зазнав поразки й зрештою визнав зверхність короля Людовика II Німецького. Разом з останнім боровся проти інших лужицьких племен протягом 856-858 років. У 856 році Жистібор сприяв підкоренню лужицького племені далемінців Східно-Франкському королівству.
Утім політика підкорення франкам призвела до широкого невдоволення жерців-язичників, знаті та вояків. У 859 році внаслідок змови Жистібора було вбито. Новим князем сорбів став Славібор.